# 繆大亨
| 姓名         | 繆大亨                        |
| 時代         | 元代                          |
| 生没年       | 生年不詳 - 至正23年（1363年） |
| 字・別名     | -                             |
| 本貫・出身地 | 定遠（現在の安徽省定遠県）    |
| 職官         | 元帥→同僉枢密院事             |
| 爵位         | -                             |
| 諡号         | -                             |
| 陣営・所属   | 元→朱元璋                     |
| 家族・一族   | 叔父:繆貞                     |

繆 大亨（ぼく たいきょう/びゅう たいきょう、? - 1363年）は、元末の軍人。定遠（現在の安徽省定遠県）の人。朱元璋に仕えて、彼の勢力拡大に貢献した。

## 生涯
はじめは元の義兵軍を率いていた。
至正14年（1354年）7月、濠州を攻めていたが勝てず、元軍は敗れた。張知院と共に2万の兵で横澗山に籠った。朱元璋は夜襲で横澗山を攻めることを考えた。朱元璋の命を受けた花雲の夜襲により、繆大亨は息子と共に敗走したが、散り散りになった兵を集め、再編して迎撃の態勢をとった。朱元璋は説得のために叔父の繆貞を使者に送った。繆貞の説得に繆大亨は朱元璋に降伏した。
数々の戦いに参加し、多くの功績を上げて、元帥に抜擢された。
至正17年（1357年）9月、揚州を攻略し、青軍元帥の張明鑒を降した。戦いの前、繆大亨は朱元璋に「賊は飢餓に困り、食糧の掠奪に奔れば、これを治めるのは難しくなります。彼らの勇猛さを用いて、我が軍に加えるべきです」と言った。これを容れた朱元璋は繆大亨に速やかに攻めるよう命じた。張明鑒を降し、数万の兵、軍馬2千余を得た。その後、張明鑒の将校の妻子を応天府に悉く送った。
至正20年（1360年）3月、淮海翼元帥府が江南分枢密院に改められ、繆大亨は同僉枢密院事となり、揚州・鎮江を統括した。善政を行い、民衆はこれを喜んだ。
至正23年（1363年）に亡くなった。

## 人物・逸話
- 治世の才能を持ち、寛大で温厚な性格だった。
- 率いる軍は厳粛で、掠奪や暴行を厳しく禁じていたので、民衆は大いに喜び、信頼を得ていた。
- 朱元璋は鎮江を過ぎると嘆じて「繆将軍は生前、行いが正しくまっすぐで、間違いを犯すことはなかった。早くに亡くなったことが惜しまれる」と言って、繆大亨の墓を祭らせた。